# Les Pays-d’en-Haut
Les Pays-d’en-Haut – regionalna gmina hrabstwa (MRC) w regionie administracyjnym Laurentides, w prowincji Quebec, w Kanadzie. Stolicą jest miasto Sainte-Adèle. Składa się z 10 gmin: 4 miast, 5 gmin i 1 parafii.
Les Pays-d’en-Haut ma 40 331 mieszkańców. Język francuski jest językiem ojczystym dla 88,4%, angielski dla 8,5% mieszkańców (2011).